# Sharpes
Sharpes – jednostka osadnicza w Stanach Zjednoczonych, w stanie Floryda, w hrabstwie Brevard.